# エベンシオ・カステジャーノス
パブロ・エベンシオ・デ・ラ・クルーズ・カステジャーノス・ユマール（Pablo Evencio de la Cruz Castellanos Yumar 、1915年5月3日 - 1984年3月16日）は、ベネズエラの作曲家・指揮者・ピアニスト。
ミランダ州クア出身。教会のオルガン奏者兼カペルマイスターの父親から音楽の手ほどきを受ける。1938年、カラカス高等音楽学校に入学し、フアン・バウティスタ・プラーサやビセンテ・エミリオ・ソホなどに師事し、ソホのもとで民族的な作曲傾向を身に付けた。1946年よりベネズエラ中央大学の合唱団の指揮者となり、校歌を作曲した。
1947年よりニューヨークに留学し、ピアノを学んだ。帰国後はカラカス大聖堂のオルガン奏者兼指揮者となった。その他にもカラカス高等音楽学校の作曲と指揮の教授、ベネズエラ交響楽団の副指揮者、ベネズエラ作曲協会会長などを務め、コレギウム・ムジクム・デ・カラカスを創設した。
また彼は数々の賞を受賞した。1952年に創設されたテレサ・カレーニョ賞を受賞したほか、1954年には交響詩『パカイグリアの聖なる十字架』で国家音楽賞を受賞し、1962年にはオラトリオ『ティラノ・アギーレ』で再び国家音楽賞を受賞した。